# Старе Слемене
Старе Слемене (словен. Stare Slemene) је насељено место у општини Словенске Коњице, Савињска регија, Словенија.

## Историја
До територијалне реорганизације у Словенији биле су у саставу старе општине Словенске Коњице.

## Становништво
У попису становништва из 2011. године, Старе Слемене су имале 116 становника.
| Број становника према пописима | Број становника према пописима | Број становника према пописима |
| ------------------------------ | ------------------------------ | ------------------------------ |
| 1991                           | 2002                           | 2011                           |
| 110                            | 109                            | 116                            |

Напомена: Године 1968. смањен за део насеља који је проглашен за ново самостално насеље Шпиталич при Словенских Коњицах.